# Carmentales
En la antigua Roma, las carmentales eran unas fiestas que se hacían el día 11 de enero y, según otros, también en febrero, en honor de Carmenta, cerca de la puerta Carmentale.
Estas fiestas, que eran celebradas por las matronas romanas, se instituyeron por la fecundidad que había sobrevenido al conciliarse y volverse a juntar con sus maridos, de los que se habían separado a consecuencia de que el Senado les había quitado por decreto el uso de una especie de coches que ellas utilizaban.